# 岡田和也 (実業家)
岡田 和也（おかだ かずや、1969年（昭和44年）5月24日 - ）は、日本の実業家。
株式会社ランディックスの代表取締役社長。連結子会社である株式会社グランデの取締役でもある。

## 人物、来歴
1969年、目黒区に生まれる。高校卒業後、協立広告株式会社に入社。その後、不動産で独立するために勉強しなければならないということで城南リハウス株式会社へ入社。
大手の看板ではなくダイレクトにお客様とつながりたいという想いから城南リハウスを退社後、株式会社ランディックスを起業。
独立志向が強かったため、父光盛の会社を引き継がず、2001年2月自ら株式会社ランディックスを設立し順調に会社規模・業績を伸ばす。
2003年8月には連結子会社である株式会社グランデを設立し、取締役を務める。
趣味はトライアスロン。

## 経歴
- 1991年04月 協立広告株式会社へ入社
- 1993年11月 城南リハウス株式会社へ入社
- 2001年02月 株式会社ランディックス設立
- 2003年08月 株式会社グランデ設立、取締役就任